# 1987年3月逝世人物列表
1987年逝世人物列表：1月 - 2月 - 3月 - 4月 - 5月 - 6月 - 7月 - 8月 - 9月 - 10月 - 11月 - 12月
1987年3月逝世人物列表，是用於匯總1987年3月期間逝世人物的列表。

## 依日期排序

### 1日
- 弗雷迪·格林，75歲，美國搖擺爵士吉他手，心臟病發作。[1]
- Bertrand de Jouvenel，83歲，法國哲學家和政治經濟學家。[2]
- Don MacBeth，37歲，加拿大騎師，癌症。[3]
- Vern Partlow，76歲，美國報紙記者和民謠歌手，在麥卡錫時代被列入黑名單，癌症。[4]
- 沃爾夫岡·塞德爾（Wolfgang Seidel），60歲，德國一級方程式賽車手，心臟病發作。

### 2日
- 倫道夫·斯科特（Randolph Scott），89歲，美國電影演員（最後的莫希幹人），患有心臟和肺部疾病。[5]
- 洛洛·索托羅，52歲，印尼地理學家，贝拉克·奥巴马的繼父，肝功能衰竭。

### 3日
- Danny Kaye，76歲，美國歌手，演員，舞蹈家和喜劇演員，患有內出血和肝炎。[6]
- 西里爾·珀爾（Cyril Pearl），82歲，澳大利亞記者、作家和電視名人。[7]
- Rafael M. Salas，58歲，菲律賓聯合國人口基金負責人，心臟病發作。[8]
- Hana Vítová，73歲，捷克斯洛伐克電影女演員。[9]

### 4日
- 喬治·阿爾諾（Georges Arnaud），69歲，法國作家，心臟病發作。[10]
- 瑪麗亞·喬拉斯（Maria Jolas），94歲，美國和平主義者，巴黎過渡組織（Transition in Paris）的創始成員。[11]
- 北村西望，102歲，日本雕塑家。[12]
- 埃利塞奧·莫雷諾（Eliseo Moreno），27歲，美國狂歡殺手，被處決。[13]

### 5日
- 詹姆斯·布蘭查德（James W. Blanchard），83歲，美國潛艇指揮官和海軍少將。[14]
- 約翰·布魯克，64歲，北愛爾蘭政治家，北愛爾蘭總理政務秘書。[15]
- 阿爾伯特·科斯坦（Albert Costain），76歲，英國政治家，國會議員。[16]
- Abdulgani Dahiwala，78歲，印度古吉拉特语詩人。[17]
- 哈裡·杜德金（Harry Dudkin），78歲，美國政治家和法官，新泽西州众议院書記員，被謀殺。
- Andrey A. Fedorov，78歲，蘇聯生物學家，植物學家和分類學家。
- 喬·珀塞爾，63歲，美國政治家，阿肯色州代理州長。[18]
- Don Yenko，59歲，美國汽車經銷商和賽車手，飛機失事。[19]

### 6日
- Inder Raj Anand，印度電影對白和編劇。
- 梅爾·布澤（Mel Boozer），41歲，美國大學教授和LGBT活動家，愛滋病。[20]
- 愛德華·卡森，67歲，英國政治家，國會議員。[21]
- 埃迪·達勒姆（Eddie Durham），80歲，美國爵士吉他手、長號手和作曲家，摔倒了。[22]
- J. Spencer Trimingham，82歲，研究非洲伊斯蘭教的英國學者。[23]
- 愛德華·佐林斯基，58歲，美國政治家，美國參議員，心臟病發作。[24]

### 7日
- 尤里·丘柳金，57歲，蘇聯電影導演、編劇、演員和詞曲作者。
- Henri Decaë，71歲，法國電影攝影師。[25]
- 伊芙琳·多夫，85歲，英國歌手和演員，肺炎。[26]
- Paul R. Evans，55歲，美國出生的傢具設計師、雕塑家和藝術家，心臟病發作。[27]
- 沃爾多·索爾特，72歲，美國編劇（午夜牛郎、回家），肺癌。[28]

### 8日
- Erwin Jollasse，95歲，德國國防軍將軍，騎士鐵十字勳章獲得者。[29]
- 山脇巌，88歲，日本攝影師和建築師。[30]

### 9日
- Zeke Bonura，78 歲，美國職業棒球大聯盟球員（芝加哥白襪）。[31]
- 羅納德·克拉克（Ronald W. Clark），70歲，英國作家，腦出血。[32]
- 唐納德·傑伊·格勞特（Donald Jay Grout），84歲，美國音樂學家，歌劇簡史的作者。[33]
- 艾倫·賈菲（Allan Jaffe），51歲，美國爵士乐大管手，癌症。[34]
- 安德魯·卡伊拉，42歲，烏干達自由運動領導人，被謀殺。[35]
- 優素福·哈爾（Yusuf al-Khal），69歲，黎巴嫩-敘利亞詩人、記者和出版商。[36]
- Richard F. Kneip，54歲，美國外交官和政治家，南達科他州州長，胃癌。[37]
- 鮑比·洛克，69歲，南非職業高爾夫球手，腦膜炎。[38]
- 弗雷德·汤普森（Fred W. Thompson），86歲，加拿大裔美國勞工召集人和歷史學家，世界产业工人联盟（Industrial Workers of the World）成員。[39]
- 亞瑟·托爾徹（Arthur Tolcher），64歲，英國口琴演奏家。

### 10日
- 德懷特·伯尼（Dwight W. Burney），95歲，美國政治家，內布拉斯加州州長。[40]
- 羅伯特·科爾比，64歲，美國詞曲作者、音樂出版商和戲劇製作人（“Jilted”），癌症。[41]
- 乔治·格拉迈克，68歲，美國職業籃球運動員（沙加緬度國王）。[42]
- 珍妮特·米爾斯基，83歲，美國作家。[43]
- 丹尼爾·摩根，37歲，英國私家偵探，未破獲謀殺案的受害者。[44]
- 約翰內斯·誇斯滕（Johannes Quasten），86歲，德國羅馬天主教神學家。[45]

### 11日
- 喬·格拉德溫（Joe Gladwin），81歲，英國演員（加冕街、夏日最後的美酒），支氣管肺炎併發症。[46]

### 12日
- 伍迪·海耶斯，74歲，美國大學橄欖球教練（俄亥俄州立大学），心臟病發作。[47]
- 蜜雪兒卡恩（Micheline Kahn），97歲，法國豎琴家和鋼琴家。
- 理查·萊文森，52歲，美國編劇和製片人（哥倫布），心臟病發作。[48]
- 傑克·馬克斯，92歲，英國表演者和編劇（Up for the Cup），肺癌。

### 13日
- 愛德華·派克·柯蒂斯（Edward Peck Curtis），90歲，美國第一次世界大戰飛行王牌和空軍少將，肺炎。[49]
- 哈菲祖爾·拉赫曼·瓦西夫·德拉維（Hafizur Rahman Wasif Dehlavi），77歲，印度穆斯林學者和詩人。
- 伯恩哈德·格日梅克，77歲，德國動物園園長、動物學家、作家和動物保護主義者。[50]
- 彼得·亨裡奇，63歲，瑞士數學家（數值分析）。[51]
- 大衛·路易斯，83歲，美國好萊塢電影製片人（卿何薄命），肺炎。[52]
- 傑拉爾德·摩爾（Gerald Moore），87歲，英國古典鋼琴家。[53]
- 休·羅伯頓，86歲，澳大利亞政治家，社會服務部長，澳大利亞駐愛爾蘭大使。[54]
- Fela Sowande，81歲，奈及利亞音樂家和作曲家。[55]

### 14日
- 彼得·貝特，65歲，美國律師和金融家。
- 特克斯·弗萊徹，77歲，美國歌唱牛仔、演員和廣播電視名人。[56]
- Rushdi al-Kikhya，87-88歲，敘利亞政治領袖，敘利亞議會議長。
- 艾弗·普裡斯，66歲，英國國際橄欖球聯盟足球運動員（英格蘭考文垂）。
- 阿裡·穆罕默德·拉什迪（Ali Muhammad Rashidi），81歲，巴基斯坦作家、記者、政治家和外交官。
- 傑拉德·斯滕森（Gerard Steenson），約29歲，愛爾蘭共和黨准軍事指揮官，遭到伏擊並被殺。[57]
- 伊恩·麥卡利斯特·斯圖爾特（Ian MacAlister Stewart），91歲，英國陸軍蘇格蘭軍官。[58]

### 15日
- 道格拉斯·阿博特（Douglas Abbott），87歲，加拿大國會議員，加拿大最高法院大法官。[59]
- W. Sterling Cole，82歲，美國政治家，律師，国际原子能机构總幹事，癌症。[60]
- 雷德·達頓，89歲，加拿大NHL冰球運動員（蒙特利爾馬龍隊），教練和執行官。[61]
- 萊昂·弗勒里奧特，64歲，法國語言學家和凱爾特學者。
- Don Gant，44歲，美國歌手、詞曲作者和唱片製作人，划船事故。

### 16日
- 鮑勃·克萊恩，77歲，美國職業棒球大聯盟（波士頓紅襪）球員。[62]
- 薇薇安·馬丁（Vivian Martin），93歲，美國舞臺和無聲銀幕女演員。[63]
- 斯科特·麥凱，71歲，美國演員，腎衰竭。[64]
- 胡安·戈麥斯·米拉斯（Juan Gómez Millas），86歲，智利法西斯政治家。
- 艾倫·佩里·基恩（Allan Perry-Keene），88歲，英國皇家空軍軍官，巴基斯坦皇家空軍總司令。[65]
- Joseph E. Schaefer，68歲，美國陸軍士兵，榮譽勳章獲得者。[66]
- 撒母耳·夏皮羅（Samuel H. Shapiro），79歲，美國政治家，伊利諾伊州州長。[67]
- 約翰·奧托·馮·斯普雷克爾森（Johan Otto von Spreckelsen），57歲，丹麥建築師，設計了新凱旋門。[68]

### 17日
- 湯姆·科斯倫（Tom Cothran），39歲，美國音樂學家和作曲家，愛滋病。
- 喬治·拉默斯，81歲，德國短跑運動員和奧運獎牌得主。[69]
- Antonio Lopez，44歲，波多黎各時尚插畫家，愛滋病併發症。[70]
- 羅恩·薩格斯，69歲，澳大利亞板球運動員。[71]
- Derief Taylor，76歲，牙買加一流的板球運動員和教練。[72]
- Salvatore Toma，35歲，義大利詩人，自殺。
- Santo Trafficante Jr.，72歲，美國黑手黨老大，與Sam Giancana結盟。[73]

### 18日
- 米洛拉德·阿尔塞尼耶维奇，80歲，南斯拉夫足球運動員和經理（OFK貝爾格萊德、南斯拉夫）。 [74]
- 比爾·貝爾德（Bil Baird），82歲，美國木偶師，肺炎和癌症。[75]
- Claude I. Bakewell，74歲，美國律師，美國眾議院議員。[76]
- 劉易斯·班特（Lewis Bandt），77歲，澳大利亞汽車設計師，設計並製造了第一輛輕型車，車禍。[77]
- 伊莉莎白·波斯頓（Elizabeth Poston），81歲，英國作曲家、鋼琴家和作家。[78]

### 19日
- Punaloor Balan，60歲，印度作家和詩人。[79]
- 路易·德布罗意（Louis de Broglie），94歲，法國物理學家，量子理論貢獻者，諾貝爾物理學獎獲得者。[80]
- 羅伯特-讓·隆格（Robert-Jean Longuet），85歲，法國律師、記者和激進的社會主義者。[81]
- 胡安·馬斯卡羅（Juan Mascaró），89歲，西班牙語翻譯。[82]
- 露絲·邁爾斯，61歲，美國政治家，北達科他州副州長。[83]
- 埃米爾·邁耶，76歲，美國演員。[84]
- Arch Oboler，79歲，美國劇作家、小說家和導演（熄燈），心力衰竭。[85]
- 哈羅德·羅森塔爾，69歲，英國音樂評論家、作家和歌劇廣播員。[86]
- 托尼·斯特拉頓·史密斯（Tony Stratton Smith），53歲，英國搖滾樂經理人，創立了唱片公司Charisma Records，胰腺癌。[87]

### 20日
- Warren G. Brown），66歲，美國牛仔競技表演，前列腺癌。
- 利西奧·喬爾基耶里（Licio Giorgieri），61歲，義大利空軍將軍，被謀殺。[88]
- 諾曼·哈裡斯（Norman Harris），39歲，美國吉他手和詞曲作者，患有心血管疾病。
- 羅素·奧爾（Russell Ohl），89歲，美國科學家，為現代太陽能電池申請了專利。[89]
- 麗塔·斯特賴奇（Rita Streich），66歲，德國歌劇演唱家。[90]
- 肯尼斯·特雷吉爾（Kenneth Threadgill），77歲，美國鄉村歌手和小酒館老闆，肺栓塞。[91]
- Harry Windsor，72歲，愛爾蘭出生的澳大利亞心臟外科醫生。[92]

### 21日
- 沃爾特·戈登（Walter L. Gordon），81歲，加拿大會計師，商人，政治家和作家，樞密院主席，心臟病發作。[93]
- 迪恩·保羅·馬丁（Dean Paul Martin），35歲，美國流行歌手和演員，空難。[94]
- 羅伯特·普雷斯頓（Robert Preston），68歲，美國演員和歌手（歡樂音樂妙無窮），肺癌。[95]
- 雅各·陶布斯（Jacob Taubes），64歲，奧地利宗教社會學家，哲學家和猶太教學者。[96]

### 22日
- 路易士·哈克（Louis M. Hacker），88歲，美國經濟史學家，經濟學教授。[97]
- Charlie Jarzombek，44歲，美國賽車手，賽車事故。[98]
- 比爾·麥格菲，59歲，英國鋼琴家、電影作曲家和指揮家，癌症。
- 瓊·肖利，61歲，美國影視女演員（迪克·范戴克秀、Some Like It Hot），乳腺癌。[99]

### 23日
- 埃米利奧·朱塞佩·多塞納（Emilio Giuseppe Dossena），83歲，義大利畫家。
- 莫裡斯·杜南德（Maurice Dunand），89歲，法國考古學家，專門研究古代近東地區。
- 沃爾特·沃爾福德·詹森（Walter Walford Johnson），82歲，美國商人和政治家，科羅拉多州州長。
- 愛德華·蘭姆，85歲，美國商人、廣播主管和勞工律師。[100]
- Reg Lye，74歲，澳大利亞演員。
- John Mariucci，70歲，美國冰球運動員、管理人員和教練，癌症。[101]
- 莫頓·明斯基，85歲，美國滑稽劇老闆，明斯基滑稽劇團的共同老闆，癌症。[102]
- 托尼·帕切科，59歲，古巴出生的棒球運動員和美國職業棒球大聯盟教練（休士頓太空人）。
- Herald F. Stout，83歲，美國海軍海軍上將。[103]
- Ilse Totzke，73歲，德國音樂家，拉文斯布呂克集中營的倖存者。

### 24日
- 維森特·卡爾德隆，73歲，西班牙商人，马德里竞技俱乐部主席。
- 艾倫·蓋爾（Alan Gale），56歲，澳大利亞足球運動員（菲茨羅伊）和評論員，心臟病發作。[104]
- 樋口健，69歲，美國化學家，發明瞭緩釋藥物膠囊。[105]
- 莎拉·戈達德·鮑爾，51歲，美國政治活動家，自殺。[106]

### 25日
- 卡羅琳·巴布科克，74歲，美國網球運動員，美國公開賽雙打冠軍，中風。[107]
- 古斯塔·福奇科娃，83歲，捷克斯洛伐克公關人員、編輯和政治家。
- 伊萬·伊萬諾夫-瓦諾，87歲，蘇聯動畫師和編劇。[108]
- 約翰·克洛斯（John Kloss），49歲，美國時裝設計師，以內衣和睡衣而聞名，自殺。[109]
- Henry Richardson Labouisse Jr.，83歲，美國外交官和政治家，联合国儿童基金会執行主任，癌症。[110]
- 小鬍子，58歲，法國演員和爵士鼓手，車禍。

### 26日
- 沃爾特·阿貝爾，88歲，美國演員，心臟病發作。[111]
- Henrieta Delavrancea，89歲，羅馬尼亞建築師。[112]
- Ohene Djan，63歲，迦納體育行政人員和政治家，立法議會議員。
- 羅伯特·格溫·麥克法蘭，79歲，英國血液學家。[113]
- Georg Muche，91歲，德國畫家、建築師和作家。[114]
- Eugen Jochum，84歲，德國指揮家。[115]
- 瑪麗·奧黛特（Mary Odette），85歲，法國無聲銀幕女演員。
- 邁克爾·斯坦克利夫（Michael Stancliffe），70歲，英國聖公會牧師，温彻斯特公学院長。

### 27日
- Giuseppe Ambrosoli，63歲，義大利天主教神父，腎功能衰竭。[116]
- 魯道夫·安德斯（Rudolph Anders），91歲，德裔美國演員。
- 威廉·鮑爾斯，71歲，美國記者、劇作家和編劇。[117]
- 蒂姆·李·卡特，76歲，美國政治家，美國眾議院議員。[118]
- 埃裡希·克拉（Erich Clar），84歲，奧地利有機化學家。[119]
- 奧爾哈·弗蘭科（Olha Franko），90歲，烏克蘭作家，第一本烏克蘭食譜的創作者。
- 路易士·查韋斯·岡薩雷斯，85歲，薩爾瓦多羅馬天主教主教，聖薩爾瓦多大主教。[120]
- 勞埃德·古德裡奇，89歲，美國藝術史學家，癌症。[121]
- Stane Kavčič，67歲，斯洛維尼亞總理。
- Tonny Koeswoyo，51歲，印尼搖滾音樂家，Koes Plus樂隊的領導者。
- 彼得·梅森，65歲，英裔澳大利亞物理學家、教育家和科學傳播者。[122]
- Hans-Georg von der Osten，91歲，第一次世界大戰期間德國飛行王牌和德國空軍指揮官。
- 馬丁·普羅旺森，70歲，美國插畫家，心臟病發作。[123]

### 28日
- 霍勒斯·奧爾布賴特（Horace M. Albright），97歲，美國環保主義者，國家公園管理局局長。[124]
- Alphonse Alley，56歲，貝南軍官，達荷美（貝南）總統。
- Oliver K. Kelley，82歲，芬蘭裔美國工程師，開發了自动变速器。[125]
- 黎文金，68-69歲，南越陸軍上將。[126]
- 玛利亚·冯·特拉普（Maria von Trapp），82歲，特拉普家族的奧地利女族長，心力衰竭。[127]
- 派翠克·特勞頓，67歲，英國演員（異世奇人），心臟病發作。[128]

### 29日
- 理查·亞倫，85歲，威爾士哲學家。[129]
- 勞倫斯·阿尼尼（Lawrence Anini），約26歲，奈及利亞土匪，被處決。
- 雅各·納肯（Jakob Nacken），81歲，德裔美國馬戲團表演者。
- Akaki Shanidze，100歲，喬治亞語言學家和語言學家。
- 約翰·威利（John Wiley），60歲，南非板球運動員和政治家，環境事務和旅遊部長，自殺。[130]
- 理查·威爾遜，66歲，美國科幻作家。[131]

### 30日
- 彼得·古謝夫，82歲，俄羅斯芭蕾舞演員、教師和編舞家。[132]
- Veniamin Levich，69歲，蘇聯出生的美國化學家（Levich方程），心臟驟停。[133]
- 小克林特·默奇森，63歲，美國商人，达拉斯牛仔橄欖球隊創始人，肺炎。[134]
- 喬治·皮尼（Giorgio Pini），88歲，義大利政治家和記者。
- 多蘿西·沃德（Dorothy Ward），96歲，英國女演員。[135]
- Lynn Townsend White Jr.，79歲，美國歷史學家，心力衰竭。[136]

### 31日
- 大衛·阿德勒，51歲，美國物理學家，麻省理工学院教授（凝聚态物理学），心臟病發作。[137]
- 小麒麟，46-47歲，香港演員，武術家和特技演員，車禍。[138]
- Ram Panjwani，75歲，印度作家和民謠歌手。

### 日期不詳
- 亞瑟·霍蘭德（Arthur Holland），70歲，英國足球裁判。
- 萊斯利·奧斯蒙德，65歲，英國女演員。